# Indore
Indore (Hindi इंदौर) ist mit rund 2,2 Millionen Einwohnern die größte Stadt im gleichnamigen Distrikt und der gleichnamigen Division im Westen des zentralindischen Bundesstaats Madhya Pradesh.

## Etymologie
In Inschriften des Gupta-Reichs wird Indore als Indrapura bezeichnet. Es wird angenommen, dass die Stadt nach dem dort gelegenen Indreshwar-Mahadev-Tempel benannt ist. Der Sage nach hat die vedische Gottheit Indra dort Tapas ausgeübt hat und den Weisen Swami Indrapuri dazu gebracht hat, den Tempel zu erbauen. Später renovierte Tukoji Rao Holkar den Tempel.

## Lage und Klima
Indore liegt in einer Höhe von ca. 550 m am Zusammenfluss von Kanh und Saraswati auf dem Malwa-Plateau; sie ist damit die höchstgelegene Stadt in Zentralindien. Die Entfernung nach Bhopal beträgt knapp 200 km (Fahrtstrecke) in nordöstlicher Richtung; die heilige Stadt Ujjain liegt ca. 56 km nördlich. Das Klima ist warm bis heiß; Regen (ca. 985 mm/Jahr) fällt nahezu ausschließlich in den sommerlichen Monsunmonaten.

## Bevölkerung
| Jahr      | 1991      | 2001      | 2011      |
| Einwohner | 1.091.674 | 1.477.793 | 1.994.397 |

Die Bevölkerung von Indore besteht hauptsächlich aus Hindus (ca. 80,5 %), Moslems (gut 14 %) und Jains (ca. 3,5 %). Sikhs, Christen und Buddhisten bilden kleinere Minderheiten. Wie in Indien häufig der Fall, übersteigt der männliche Bevölkerungsteil den weiblichen deutlich. Die am häufigsten gesprochenen Sprachen sind Hindi und der Hindi-Dialekt Malwi.

## Wirtschaft
Die Landwirtschaft (Baumwolle, Hirse, Mais, Raps und Weizen) in der Umgebung bildet seit Jahrtausenden die Grundlage des wirtschaftlichen Lebens; in der Stadt selbst haben sich Händler, Handwerker und Dienstleister aller Art angesiedelt. Indore ist noch vor Bhopal die größte Industriestadt (Baumwoll-, Metall-, Möbel-, chemische Industrie) Madhya Pradeshs; die Stadt verfügt über ein Kulturzentrum mit Universität, Theater, Museen und Kinos. Überdies ist es wichtiger Verkehrsknoten (Straße, Eisenbahn, Flughafen, ab 2024 auch Metro) und Forschungszentrum mit wissenschaftlichen Instituten. Von 1919 bis 2015 beheimatete Indore mit dem Madhya Pradesh Stock Exchange (MPSE) eine Wertpapierbörse.

## Geschichte
Indrapura (das heutige Indore) war für seinen Sonnentempel bekannt. Skandagupta, der letzte Herrscher des Gupta-Reiches, stiftete den Tempel um das Jahr 465. Er wurde von den Kaufleuten Achalavarman und Bhṛikuṇṭhasiṁha errichtet. Im Mogulreich war Rao Nandlal Chaudhary, der Leiter der Zamindare in Kampel. Damit kontrollierte er Indore und Teile der umliegenden Umgebung. Gegen 1720 wurde der Verwaltungssitz des Pargana von Kampel nach Indore verlegt. Am 18. Mai 1714 akzeptierte der Nizam das Recht des marathischen Peshwa Baji Rao I., Chauth, eine Art Steuer, zu erheben. Nachdem Indore jahrhundertelang nur eine unbedeutende Station an den Pilgerwegen nach Omkareshwar und Ujjain war, entwickelte es sich ab dem Jahr 1715 zu einem bedeutenden Handelszentrum der Region zwischen dem Dekkan und Delhi und entlang des Narmadatals. 

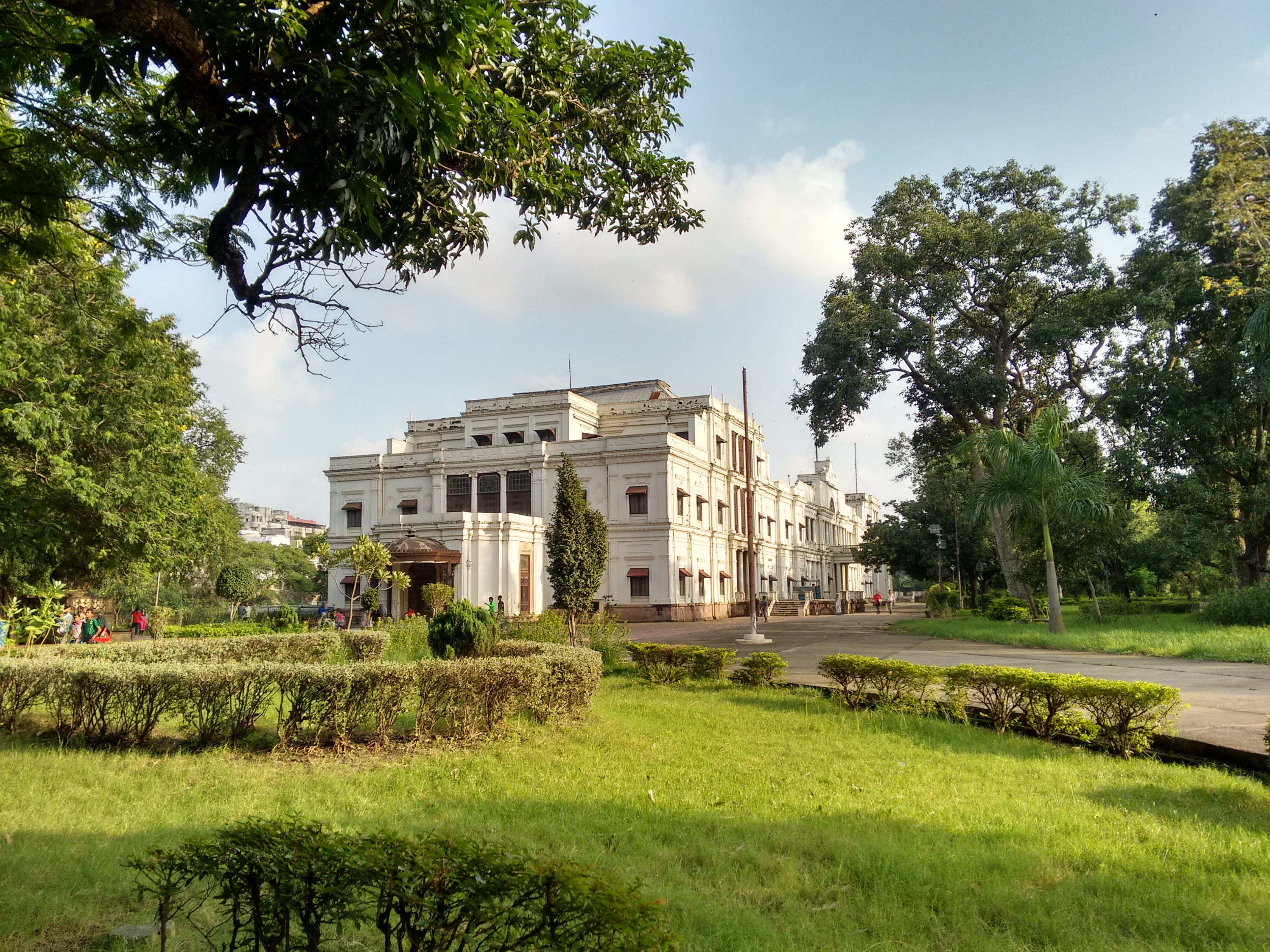
Lalbagh Palace, ein Palast in Indore aus der Zeit des Fürstenstaats Indore

Im Jahr 1733 wurde Malhar Rao Holkar (1694–1766) vom Peshwa als Subahdar in der Region eingesetzt. Der Gründer der Holkar-Dynastie, machte Indore zur Hauptstadt seines gleichnamigen Reiches. Chaudhary akzeptierte die Vorherrschaft der Marathen. Holkars Schwiegertochter Ahilya Bai Holkar verlegte die Hauptstadt des Staates 1767 nach Maheshwar, doch Indore blieb ein wichtiges Handels- und Militärzentrum. 
Im Jahr 1818 wurden die Holkars im Dritten Marathenkrieg von den Briten in der Schlacht von Mahidpur besiegt worden. Ende November war Indore in den Krieg eingetreten, am 21. Dezember 1817 war die Armee Indores in der einzigen größeren Schlacht des Kriegs geschlagen worden. Von 1818 bis 1947 übernahm die Britische Ostindien-Kompanie die nominelle Herrschaft. In Indore wurde eine Residenz mit britischen Einwohnern eingerichtet, aber die Holkars regierten den Staat Indore weiterhin als Fürstenstaat. Der Staat Indore wurde nach Unterzeichnung eines Abkommens mit den Briten am 6. Januar 1818 britisches Protektorat. Der Fürstenstaat Indore wurde vom Obersten Minister der Holkar-Dynastie, Tatya Jog, regiert. Die Hauptstadt des Staates wurde am 3. November 1818 erneut von Maheshwar nach Indore verlegt wurde. Später wurde Indore zum Hauptsitz der britischen Central India Agency, der 1854 geschaffenen Behörde zur Beaufsichtigung der Fürstenstaaten in Zentralindien. Im Jahr 1906 wurde eine erste Stromversorgung in Indore eingerichtet und 1909 wurde die örtliche Feuerwehr gegründet. Der britische Stadtplaner Patrick Geddes erstellte 1918 einen Masterplan für die Stadt. Im Jahr 1947 erlangte Indien seine Unabhängigkeit. Der Staat Indore schloss sich mit mehreren benachbarten Fürstenstaaten zum Staat Madhya Bharat zusammen und dieser trat der Indischen Union bei. Mit der Gründung von Madhya Bharat im Jahr 1948 wurde Indore zur Sommerhauptstadt des neuen Staates. Mit dem States Reorganisation Act vom 1. November 1956 kam Indore zum Bundesstaat Madhya Pradesh. Die neue Hauptstadt des Bundesstaates wurde Bhopal.

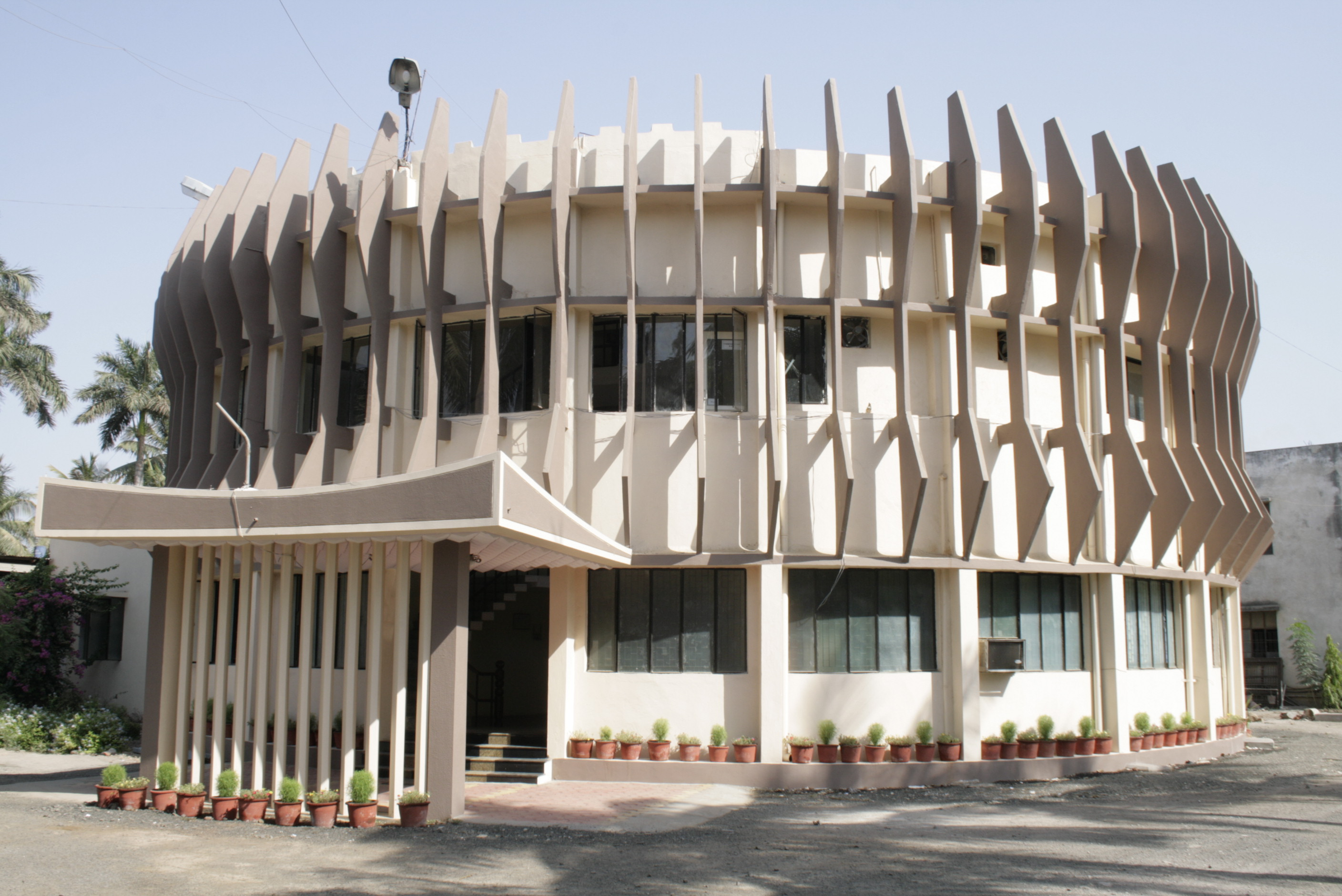
Modernes Gebäude in Indore

## Kultur und Sehenswürdigkeiten
Indore ist eine neue Stadt; mittelalterliche Tempel etc. gibt es nicht; sehenswert sind jedoch das Central Museum und die Paläste der Holkar-Dynastie, z. B. der am Ufer des Kanh stehende Lal-Bagh-Palace im Stil der Neorenaissance. Die ehemalige Holkar-Residenz kann als Beispiel für die extravaganten neoklassizistischen Bauten der unermesslich reichen Maharadschas des 19. und 20. Jahrhunderts dienen.
Das Wahrzeichen von Indore ist der alte Holkar-Palast Raj Wada, der einen von Palmen gesäumten Platz im Herzen der Stadt überragt; das Gebäude wurde im Stil eines westindischen Stadthauses erbaut. Ein weiterer Palast ist der Manik Bagh. Sehenswert sind auch die tempelartigen Memorialbauten (chhatris) der Herrscher-Dynastie sowie einige Hindu-, Jain- und Sikh-Tempel aus neuerer Zeit.
Der mit dem Pritzker-Preis ausgezeichnete Architekt Balkrishna Doshi plante und baute im Jahr 1989 das Aranya Low Cost Housing in Indore, eine bezahlbare Wohnanlage mit 6.500 Wohneinheiten, in der im Jahr 2017 bereits mehr als 80.000 Menschen lebten. Die Wohnungen reichen von einfachen Zimmern bis hin zu großzügig dimensionierten und luxuriös ausgestatteten Räumen.
Die Küche aus Indore und ihre kulinarischen Spezialitäten haben Einflüsse aus Maharashtra, Malwa, Rajasthan und Gujarat. Indore wurde wiederholt als sauberste Stadt Indiens ausgezeichnet.

## Bildung und Forschung
Mit dem Indian Institute of Management Indore (IIM-I) und dem Indian Institute of Technology Indore (IIT Indore) besitzt die Stadt eine Business School und eine ingenieurwissenschaftlich-technologisch ausgerichtete Universität.

## Sport
Das Holkar Stadium ersetzte das Nehru Stadium und ist ein Test-Cricket-Stadion. In der Stadt bestreitet die Indische Cricket-Nationalmannschaft regelmäßig Heimspiele gegen andere Nationalmannschaften. Im Nehru Stadium fanden unter anderem Spiele beim Cricket World Cup 1987 statt.

## Persönlichkeiten
- Ahilya Bai Holkar (1725–1795), Fürstin des Marathenvolks
- Frans Simons (1908–2002), von 1952 bis 1971 erster Bischof von Indore
- Kamala Sohonie (1912–1998), Biochemikerin
- Lalita Pawar (1916–1998), Schauspielerin
- Kumar Pallana (1918–2013), US-amerikanisch-indischer Schauspieler und Varietédarsteller
- Lata Mangeshkar (1929–2022), Sängerin
- Latifur Rehman (1929–1987), Hockeyspieler und olympischer Goldmedaillist
- Narendra Kumar Prakash Jain (* 1930), Yogi und Diplomat
- George M. Anathil (1932–2009), von 1972 bis 2008 Bischof von Indore
- Rais Khan (1939–2017), Komponist, Sitarspieler und Sänger
- Jayoo Patwardhan (* 1949), Architekt
- Chacko Thottumarickal (* 1949), Bischof von Indore
- Salman Khan (* 1965), Schauspieler
- Zakir Khan (* 1987), Comedian
- Rahul Dravid (* 1973), Cricketspieler